# Charles Albert Aubry
Pour les articles homonymes, voir Aubry.
Charles Albert Aubry est un homme politique français né le 22 juin 1853 à Saint-Loup-sur-Semouse (Haute-Saône) et décédé le 27 février 1939 à Saint-Eugène (Algérie).
Engagé volontaire pendant la guerre de 1870, il suit ensuite des études médicales et devient militaire à Sétif jusqu'en 1880, puis comme médecin civil. Maire de la ville de 1892 à 1929, il est conseiller général du canton d'Aïn-Abessa en 1895 puis président du conseil général du département de Constantine en 1900. Il est député de 1902 à 1906, siégeant au groupe de l'Union démocratique, puis sénateur de 1906 à 1920, inscrit au groupe de la Gauche démocratique.

## Sources
- « Charles Albert Aubry », dans le Dictionnaire des parlementaires français (1889-1940), sous la direction de Jean Jolly, PUF, 1960 [détail de l’édition]